# Université d'Hébron
L'université d'Hébron est une université publique de l'enseignement supérieur dans l'État de Palestine. Fondée en 1971 et située à Hébron, elle compte 7 140 étudiants, dont environ 75 % d'entre eux sont des femmes. Le fondateur de l'université est Mohammed Ali Al-Ja’bari et l'actuel président est Ahmed Atawneh.

## Organisation
L'université d'Hébron compte neuf facultés :
- Loi islamique (Al-Shari `a)
- Arts
- Éducation
- Sciences et technologie
- Finances et gestion
- Agriculture
- Sciences infirmières
- Pharmacie
- Études supérieures